# Revolver (film)
Revolver (2005), geregisseerd door Guy Ritchie is een Frans-Engelse misdaadfilm die draait om de gokwereld en de intriges die zich daarbinnen afspelen.

## Verhaal
Jake Green (Jason Statham) is een succesvolle en gerespecteerde gokker in Londen, die na zeven jaar gevangenisstraf zint op wraak op casinobass Dorothy Macha (Ray Liotta). Tijdens een bezoek van Green aan het casino van Macha vernedert hij de casinobaas publiekelijk. Macha geeft zijn rechterhand French Paul (Terence Maynard) de opdracht Green uit de weg te ruimen. Wanneer deze aanslag mislukt en Green gered wordt door de crimineel Zach (Vincent Pastore) loopt het uit de hand. Zach en zijn partner Avi (André Benjamin) bieden hem verdere bescherming aan voor de kwade intenties van Macha, maar stellen hier wel iets tegenover; Green moet geld afstaan aan het tweetal en ondankbare klusjes opknappen. Vanaf dat moment zit Green vast aan de twee koelbloedige criminelen, die hem, tot grote verbazing van Green zelf, keer op keer weten te manipuleren. Zij spelen spelletjes met de psyche van Green, die in de knoop komt met zijn eigen persoonlijkheid.